# Соломон, Кибром
Кибром Соломон (англ. Kibrom Solomon, араб. كيبروم سليمان‎; родился 10 сентября 2000 года, Дэкэмхаре, Эритрея) — эритрейский футболист, вратарь клуба «Денден» и сборной Эритреи по футболу.

## Клубная карьера
С 2018 года защищает ворота эритрейского футбольного клуба «Денден».

## Карьера в сборной
Кибром Соломон дебютировал за сборную Эритреи 4 сентября 2019 года в квалификации на чемпионат мира по футболу 2022 против Намибии. В том же году он представлял Эритрею на Кубке КЕСАФА 2019, где команда сенсационно заняла второе место, проиграв в финале сборной Уганды.